# Drăsliceni, Criuleni
Drăsliceni este satul de reședință al comunei cu același nume din raionul Criuleni, Republica Moldova.
Satul are o suprafață de circa 1,27 kilometri pătrați, cu un perimetru de 5,30 km. Este situat la o distanță de 50 km de orașul Criuleni și 18 km de Chișinău.

## Istorie
Prima mențiune a satului apare într-un zapis din 5 martie 1634, prin care se arată că Guguliță, feciorul Dresoaiei din Dresliceni, a vândut drept un cal bun prețuit la 40 de zloț bătuți și 20 de taleri bani și o vacă cu vițel lui Ionașcu vornicul toată partea lui și a fratelui său din satul Cobâlca.
Următoarea mențiune a satului se regăsește într-o carte de judecată din anul 1641 de la Vasile Lupu. Domnitorul întărește urmașilor lui Popșa din Poposești un iaz, la care pretindeau locuitorii din satul Tulburești, ținutul Orhei. Din document aflăm că vornicul Neniul a adunat bătrâni de frunte care să mărturisească ce știu despre acest iaz. Printre martori apare și un Ivancea din Drăsliceni.
Următoarea consemnare a satului o avem într-un act din 1698 când Mierla Răuletoaie a întocmit un act la Drăsliceni, prin care dăruia nepotului său Darie, partea ei de ocină, satul Hrușova, pe Ichel, în ținutul Orheiului.
Pentru prima dată „răzeșii de pe moșia Drăsliceni” sunt amintiți într-un document de la domnitorul Antioh Cantemir, din anul 1707. În secolul al XVIII-lea la Drăsliceni avea moșie serdarul Darie Donici. La mijlocul secolului al XIX-lea populația satului era de circa 430 de locuitori. În anul 1910 în sat erau înregistrate 236 de gospodării cu 1549 de locuitori. În timp satul creștea, astfel încât în 1940 număra deja 2789 de oameni. Războiul, foametea și deportările au lăsat amprenta lor asupra localității. Conform datelor statistice din anul 1970 la Drăsliceni sunt înregistrați 2691 de locuitori. Cu timpul numărul locuitorilor scade, ajungând în anul 1989 la 1915 persoane.
Biserica cu hramul „Acoperemântul Maicii Domnului", construcția căreia a fost începută în anul 1913.

## Demografie
La recensământul din anul 2004, populația satului constituia 1607 de oameni, dintre care 48.29% - bărbați și 51.71% - femei. Structura etnică a populației în cadrul satului este următoarea: 98.01% - moldoveni, 0.62% - ucraineni, 1.06% - ruși, 0.06% - găgăuzi, 0.06% - bulgari, 0.06% - polonezi, 0.12% - alte etnii.

## Sfera socială
Pe teritoriul satului Drăsliceni activează:
- Școala medie cu o capacitate de 650 de locuri;
- Grădinița de copii, cu trei grupe în număr de 75 de copii;
- Casă de Cultură cu 240 de locuri;
- Biblioteca publică cu un fond de carte de 9283 de exemplare;
- Școala sportivă, unde învață 245 de elevi care practică fotbalul, lupte marțiale, volei, șah, dame;
- Oficiul Medicilor de Familie, unde activează un medic de familie și 5 asistenți medicali.

## Personalități

### Născuți în Drăsliceni
- Dumitru Ciutac (n. 1927), om politic din perioada comunistă;
- Gheorghe Guzun (1935 – 2003), profesor, jurist și conferențiar universitar sovietic și moldovean;
- Petru Efros (n. 1964), fost fotbalist, antrenor, manager sportiv și agent FIFA;
- Alexandru Guzun (n. 1966), agent FIFA, antrenor de fotbal și fost fotbalist;
- Victor Guzun (n. 1975), diplomat, profesor și poet